# Laura M. Neunast
Laura M. Neunast (* 1993 in Uelzen) ist eine deutsche Autorin und Lyrikerin.

## Wirken
Nachdem Neunast in ihrer Heimat Uelzen das Abitur am Herzog-Ernst-Gymnasium und eine Ausbildung zur Buchhändlerin absolvierte, studiert sie seit 2019 Germanistik und Religionswissenschaft in Hannover.
Ihre zumeist lyrischen Texte wurden zunächst in diversen Literaturmagazinen abgedruckt. 2021 erschien ihre erste Textsammlung Liebe in Zeiten der psychischen Krankheit im re:sonar Verlag. Dort behandelt sie Themen wie Depression, Verdrängung und innere Leere. In ihrer zweiten eigenständigen literarischen Veröffentlichung Keine Lilien setzt sie sich autobiographisch-prosaisch mit dem Suizid ihres Freundes auseinander. Im Rahmen eines Austauschstipendiums der Partnerstädte Hannover und Rouen führte sie einen Briefwechsel mit der französischen Autorin Alice Baude über die deutsch-französische Nachbarschaft und Europa. Dieser wurde im Jahr 2022 im gemeinsamen Buch Europe? veröffentlicht. Teil des Stipendiums sind zudem gegenseitige Besuche sowie gemeinsame Lesungen.
Neunast lebt und arbeitet in Hannover.

## Veröffentlichungen
- Liebe in Zeiten der psychischen Krankheit: Gedichte. re:sonar verlag, 2021, ISBN 978-3-949048-11-1.
- Keine Lilien. re:sonar verlag, 2022, ISBN 978-3-949048-21-0.
- Alice Baude und Laura M. Neunast: Europe? Briefwechsel zwischen zwei Schriftstellerinnen über Europa. re:sonar verlag, 2022, ISBN 978-3-949048-30-2.